# Montemarzino
Montemarzino là một đô thị ở tỉnh Alessandria trong vùng Piedmont của Italia, có vị trí cách khoảng 110 km về phía đông của Torino và khoảng 30 km về phía đông của Alessandria. Tại thời điểm ngày 30 tháng 6 năm 2006, đô thị này có dân số 356 người và diện tích là 9,8 km².
Montemarzino giáp các đô thị: Avolasca, Casasco, Momperone, Monleale, Montegioco, Pozzol Groppo, và Volpedo.